# Amerimantodea
Amerimantodea – nanorząd modliszek z podrzędu Eumantodea i infrarzędu Schizomantodea.

## Morfologia
U części gatunków samce mają skrzydła gęsto porośnięte szczecinkami, a samice są bezskrzydłe. U pozostałych gatunków przedplecze jest co najmniej dwukrotnie dłuższe niż szersze, wyjątkiem jest tu tylko rodzaj Ovalimantis o przedpleczu silnie owalnym i jedynie półtorakrotnie dłuższym niż szerszym. W użyłkowaniu zaznacza się wydłużona, często wąska i ukośna pterostygma. Chwytne odnóża przedniej pary mają po trzy lub cztery kolce dyskoidalne na wydłużonych udach. W budowie odwłoka występuje synapomorfia w postaci trójkątnego kształtu płytki nadodbytowej.

## Taksonomia
Omawiana grupa pojawiła się w wynikach molekularnych analiz filogenetycznych jako klad PEPM (ang. polymorphic earless praying mantises, „pozbawione narządu tympanalnego modliszki o zmiennej budowie”). Julio Riviera i Gavin J. Svenson w 2016 roku na łamach „Systematic Entomology” cały ten klad utożsamili z nadrodziną Acanthopoidea. W 2019 roku nową klasyfikację modliszek, bazującą także na danych morfologicznych, wprowadzili na łamach „Annales de la Société entomologique de France” Christian J. Schwarz i Roger Roy. W tym systemie omawiany takson umieszczony został w parworzędzie Artimantodea i uzyskał rangę nanorzędu, pod nową nazwą Amerimantodea, obejmującego dwie nadrodziny i sześć rodzin:
- Acanthopoidea Burmeister, 1838
  - Acanthopidae Burmeister, 1838
  - Angelidae Beier, 1935
  - Coptopterygidae Giglio-Tos, 1915
  - Liturgusidae Giglio-Tos, 1915
  - Photinaidae Giglio-Tos, 1915
- Thespoidea Saussure, 1869
  - Thespidae Saussure, 1869